# Seznam živelních katastrof v Českých Budějovicích
Seznam živelních katastrof v Českých Budějovicích obsahuje povodně, požáry a jim podobné přírodní a živelní pohromy, které ve městě způsobily rozsáhlé nebo v nějakém ohledu významné škody.
| Datum               | Obrázek                                             | Událost          | Galerie                                                                         | Popis |
| ------------------- | --------------------------------------------------- | ---------------- | ------------------------------------------------------------------------------- | --- |
| 1272                |                                                     | povodeň          |                                                                                 | Prokazatelně zasáhla tok Vltavy od Českého Krumlova po Prahu, musela zasáhnout i České Budějovice, ale záznamy z této doby se nedochovaly. |
| ~24. června 1336    |                                                     | povodeň          |                                                                                 | K dopravě obyvatel se musely používat loďky. Voda se do města provalila Rybářskou branou. Dobové záznamy se nedochovaly, zpráva pochází z o 500 let mladší Seyserovy kroniky. |
| 1381                |                                                     | požár            |                                                                                 | Požár (přinejmenším areálu Dominikánského kláštera), vyhořelo vše krom knihovny a kaple svatého Jiří. |
| 14. dubna 1463      |                                                     | požár            |                                                                                 | Požár (přinejmenším areálu Dominikánského kláštera) založený bleskem, shořely patrně veškeré dřevěné konstrukce a celá zvonice. |
| 1480                |                                                     | požár            |                                                                                 | Shořela Židovská ulice. |
| 1481                |                                                     | povodeň          |                                                                                 | K dopravě obyvatel se musely používat loďky. |
| 1500                |                                                     | požár            |                                                                                 | Shořela Kněžská ulice a statky před hradbami. |
| ~15. srpna 1501     |                                                     | povodeň          |                                                                                 | Škody na mostech, nábřežích nebo mlýnech. Postihla rozsáhlé území střední Evropy. |
| 19. července 1505   |                                                     | povodeň          |                                                                                 | Škody na mostech, nábřežích nebo mlýnech. Protrhla se hráz Krumlovského rybníka, strhla Dlouhý most. |
| 1512                |                                                     | povodeň          |                                                                                 | Poškodila opevnění města. Dominikánský klášter v ekonomicky obtížném období připravila o 30 fůr sena. |
| 1526                |                                                     | požár            |                                                                                 | Shořelo předměstí před Svinenskou branou a Špitálský mlýn. |
| 1533                |                                                     | vichřice         |                                                                                 | Stržené střechy a štíty domů. |
| 12. srpna 1539      |                                                     | povodeň          |                                                                                 | Přívalový déšť způsobil zaplavení města. |
| 27. dubna 1541      |                                                     | komáři           |                                                                                 | Město zahalila mračna komárů, vypadala, jako by se chumelilo. Tito komáři byli podle kronikáře modří s bílými zadečky. |
| 1541                |                                                     | vichřice         |                                                                                 | Stržené střechy a štíty domů. |
| 1542                |                                                     | vichřice         |                                                                                 | Stržené střechy a štíty domů. |
| 1545                |                                                     | kobylky          |                                                                                 | Škody na polích, loukách a stromech. |
| 1547                |                                                     | kobylky          |                                                                                 | Škody na polích, loukách a stromech. |
| 1548                |                                                     | kobylky          |                                                                                 | Škody na polích, loukách a stromech. |
| 28. června 1549     |                                                     | povodeň vichřice |                                                                                 | Poškodila zejména vybavení stříbrných dolů za Vrátem. |
| 1549                |                                                     | kobylky          |                                                                                 | Škody na polích, loukách a stromech. |
| 1551                |                                                     | povodeň          |                                                                                 | Škody na mostech, nábřežích nebo mlýnech. |
| 1551                |                                                     | vichřice         |                                                                                 | Stržené střechy a štíty domů. |
| 1555                |                                                     | povodeň          |                                                                                 | [ 8 ] |
| 1555                |                                                     | vichřice         |                                                                                 | Stržené střechy a štíty domů. |
| 29. únor 1560       |                                                     | požár            |                                                                                 | Požár vzniklý na severní straně náměstí se přenesl až na klášter, kde zničil sanktusník, roztavil zvonek, spálil část kostelní střechy a poškodil zdivo |
| 5. prosinec 1561    |                                                     | požár            |                                                                                 | V noci z 5. na 6. prosince shořely tři Jankovy statky v Remlových Dvorech. |
| 1567                |                                                     | povodeň          |                                                                                 | K dopravě obyvatel se musely používat loďky. Škody na mostech, nábřežích nebo mlýnech. |
| 28. června 1577     |                                                     | krupobití        |                                                                                 | Krom samotného krupobití zaznamenal kronikář i nezvyklý tvar krup, které byly vybaveny „rohy“, takže vypadaly jako hvězdy. |
| 1579                |                                                     | požár            |                                                                                 | Shořela přinejmenším část současné Kněžské ulice. |
| 2. června 1582      |                                                     | povodeň          |                                                                                 | K dopravě obyvatel se musely používat loďky. Zhoršené hygienické podmínky po povodni měly v Čechách za následek epidemii moru. |
| 1582                |                                                     | požár            |                                                                                 | Shořely Čtyři Dvory a 75 domů ve městě. |
| 20. duben 1588      |                                                     | požár            |                                                                                 | Po úderu blesku do základů vyhořel dvůr Tomše Bauera (č. p. 12). |
| červen 1588         |                                                     | povodeň          |                                                                                 | Povodeň před polovinou června postihla většinu Čech, pravděpodobně i České Budějovice. |
| 12. červenec 1588   |                                                     | povodeň          |                                                                                 | [ 8 ] |
| 1590                |                                                     | sucho            |                                                                                 | Škody na chmelu, zahradách a loukách. |
| 19. červen 1590     |                                                     | zemětřesení      |                                                                                 | Poškození několika domů zemětřesením. |
| 1590                |                                                     | mrazy            |                                                                                 | Tuhá zima 1589 / 1590 „že nebylo podobné pamětníka“. |
| 6. července 1592    |                                                     | povodeň          |                                                                                 | Škody zvláště na polích. Pamětní kniha Čtyř Dvorů uvádí povodeň 6. září v důsledku protržení hráze Pucherského rybníka. |
| 27. srpna 1592      |                                                     | povodeň          |                                                                                 | Odneseny některé mosty, ke kostelu sv. Mikuláše se jezdilo na loďkách. |
| 6. září 1592        |                                                     | povodeň          |                                                                                 | Nejničivější vlna roku 1592, město zatopeno, podemílala zdi, strhávala ploty, na náměstí bylo až 45 cm vody, poničeny hradby, stržen Zlatý most, zásoby obilí v sýpkách shnily. |
| 1593                |                                                     | povodeň          |                                                                                 | Tři povodně, k dopravě obyvatel se musely používat loďky. |
| 29. prosince 1593   |                                                     | požár            |                                                                                 | Shořel Strialův dvůr. |
| 6. září 1595        |                                                     | mrazy            |                                                                                 | 6. září přišla náhle tuhá zima, která vydržela až do první poloviny března 1596, kdy se hnuly ledy a poškodily Dlouhý most. |
| 1596                |                                                     | povodeň          |                                                                                 | Podle Seyserovy kroniky se od Pražské brány po kostel svatého Mikuláše jezdilo na loďkách. |
| 4. červen 1597      |                                                     | požár            |                                                                                 | Požár v domě zlatníka Viléma Šlechty se rozšířil na 75 domů, 8 dvorů u Dlouhého mostu a Lannovu loděnici. |
| srpen 1598          |                                                     | povodeň          |                                                                                 | Škody na mostech, nábřežích nebo mlýnech, voda odnesla obilí z polí. Kulminace 15. a 24. srpna, voda od Pražské brány po Masné krámy, shnila úroda v sýpkách, stržena část Dlouhého mostu a městský mlýn. Povodeň akcentovala epidemii moru. |
| 1612                |                                                     | vichřice         |                                                                                 | Stržené střechy a štíty domů. |
| 31. srpen 1625      | domovní znamení připomínající požár                 | požár            |                                                                                 | V ranních hodinách vypukl na východní straně náměstí v domě U Červeného jelena (20/78) požár. Zasáhl celkem čtyři domy včetně domu U Zlatého sklípku (21/79), na jehož znaku se dochoval reliéf mnicha modlícího se za odvrácení ohně, zřejmě připomínka požáru. |
| 20. červen 1633     |                                                     | sníh             |                                                                                 | Nastalo prudké ochlazení a napadla píď (asi 20 centimetrů) sněhu, což zkomplikovalo práce na polích. |
| jaro 1635           |                                                     | povodeň(?)       |                                                                                 | Koncem května začal vytrvalý déšť, během nějž (30. května) navštívil město na koni císař Ferdinand II. Po celou dobu šestidenní návštěvy hustě pršelo a při odjezdu 5. června musel překonat Dlouhý most nad rozbouřenou Vltavou. Zdroj nehovoří explicitně o škodách ani vylití řek z břehů. |
| 1638                |                                                     | vichřice         |                                                                                 | Stržené střechy a štíty domů. |
| 24. července 1641   | Wussinova veduta požáru 1641                        | požár            |                                                                                 | V Müllerově domě v Krajinské třídě vzplála neopatrností ranhojiče mast, oheň se s přispěním větru rozšířil na 226 domů, poškozen byl špitální areál u svatého Václava a Svinenská brána, zničen kostel svatého Mikuláše, 13 hradebních věží a 3000 strychů (asi 279 m³) obilí. Dále shořelo 64 dvorů, špitál, Pražská brána, mlýn a hradební věž. Pohořelí, o které se nezvládlo postarat město, byli ubytování ve Čtyřech Dvorech. Ještě v roce 1654 zůstávala ve městě spáleniště. |
| 24. srpna 1647      |                                                     | povodeň          |                                                                                 | Zatopeny dvory a stodoly v okolí města. Škody na sklizni. |
| 16. leden 1651      |                                                     | povodeň          |                                                                                 | [ 8 ] |
| 14. července 1653   |                                                     | povodeň          |                                                                                 | K dopravě obyvatel se musely používat loďky. Utopený dobytek. Historické prameny nejsou jednotné co do roku události, Veselý uvádí 1653, Schneider 1652. |
| 1653                | Wussinova veduta požáru 1653                        | požár            |                                                                                 | Požár jižní strany náměstí v oblasti pozdějšího hotelu Slunce začal o 11. hodině. |
| 15. února 1655      |                                                     | povodeň          |                                                                                 | Škody na mostech, nábřežích nebo mlýnech. Prudká obleva po dlouhé tuhé zimě, poškozena loděnice, stržen Dlouhý most. |
| 11. července 1655   |                                                     | povodeň          |                                                                                 | Voda dosáhla až k Ehrenpreisovu domu na rohu náměstí a ulice Karla IV. |
| 12. června 1656     |                                                     | povodeň          |                                                                                 | K dopravě obyvatel se musely používat loďky. Škody na mostech, nábřežích nebo mlýnech. Voda stoupla o 60 cm výš než při povodních 1655, dostala se k lékárně na náměstí a Masným krámům. Zničila mosty a sádky. |
| 1. července 1656    |                                                     | povodeň          |                                                                                 | K dopravě obyvatel se musely používat loďky. Škody na mostech, nábřežích nebo mlýnech. Po dvoudenním dešti znovu stoupla hladina Vltavy i Malše, znovu byly poškozeny opravené mosty a odplaveno seno z luk. |
| 15. května 1665     |                                                     | povodeň          |                                                                                 | Zaplaveny dvory, pole a louky. |
| 4. července 1670    |                                                     | povodeň          |                                                                                 | K dopravě obyvatel se musely používat loďky. Rozvodněná Malše se podle Schneidera dostala do téměř všech ulic. |
| 1671                |                                                     | děšť             |                                                                                 | Dlouhodobé extrémní deště trvající od roku 1670 způsobily zatopení polí a neúrodu, která roku 1671 vyústila v hladomor. V Budějovicích probíhalo 2–7 pohřbů denně. |
| 8. června 1674      |                                                     | povodeň          |                                                                                 | Déšť trvající téměř bez přestání do 25. července způsobil zničení většiny úrody a rozšíření nemocí. V Českých Budějovicích probíhaly mše za ukončení deštivého počasí. |
| 20. června 1675     |                                                     | povodeň          |                                                                                 | Vydatný déšť trvající dva dny a tři noci způsobil krom rozvodnění řek také přelití rybníků a škody na loukách a polích. Traduje se, že několik osob bylo na plujícím dřevu sneseno až do Prahy. |
| 28. ledna 1677      |                                                     | povodeň          |                                                                                 | Na sníh neobyčejně bohatou zimu ukončila obleva. Vyvolala povodeň nesoucí až 60 centimetrů silné ledové kry. Poničeny byly především mlýny a další stavby na březích řek. Svinenská brána zůstala po několik dní zatarasena ledem. |
| 1679                |                                                     | povodeň          |                                                                                 | Dominikáni na výzvu městské rady pořádali procesí za odvrácení deště a povodní. |
| 1681                |                                                     | sucho            |                                                                                 | Dominikáni na výzvu městské rady pořádali procesí za přivolání deště. |
| 1687                |                                                     | sucho            |                                                                                 | Dominikáni na výzvu městské rady pořádali procesí za přivolání deště. |
| 1693                |                                                     | vichřice         |                                                                                 | Dominikáni na výzvu městské rady pořádali procesí za odvrácení větru a bouří. |
| 1695                |                                                     | sucho            |                                                                                 | Dominikáni na výzvu městské rady pořádali procesí za přivolání deště. |
| 14. únor 1709       |                                                     | povodeň          |                                                                                 | Obleva způsobila rozvodnění Malše. Voda se do města lila všemi hlavními branami. Na dvoře Velkého pivovaru (tj. za Rožnovskou branou) bylo naměřeno 90 centimetrů vody. Zničeny zásoby obilí a sena, utonul dobytek, znehodnocena část zásob soli a piva. |
| červen 1709         |                                                     | povodeň          |                                                                                 | Další potopa přišla v důsledku dešťů v prvním červnovém týdnu. Traduje se příběh o zázraku, záchraně dívky, za níž prosila matka u Panny Marie Budějovické. |
| 20. dubna 1712      |                                                     | povodeň          |                                                                                 | Škody na úrodě, nouze o obilí a pečivo, bezprecedentní růst cen. |
| 8. květen 1713      |                                                     | povodeň          |                                                                                 | Osmidenní povodeň znovu poškodila úrodu, cena obilí stoupla na téměř dvojnásobek ceny v roce 1712. |
| 24. červen 1723     |                                                     | povodeň          |                                                                                 | Zaplaveny celé Budějovice od Lučního mlýna (u dnešní Vodárenské věže) po Staré město. Škody na polích a loukách. |
| červenec 1723       |                                                     | povodeň          |                                                                                 | Rozvodněná Malše zaplavila východní území města: pole, louky, zahrady, kde zničila obilí, seno a ovoce. Protrhla se hráz Krumlovského rybníka. |
| 19. března 1724     |                                                     | povodeň          |                                                                                 | Silné deště zvýšily hladiny řek, Rožnovskou branou nebylo možné vejít ani odejít z města. |
| 8. dubna 1728       |                                                     | požár            |                                                                                 | Požár vznikl na západní straně náměstí, rozšířil se na 18 domů a Dominikánský klášter. Tam zničil veškeré dřevěné konstrukce z 15. století, zvonici, roztavil zvony a poškodil varhany. Požár vznikl za bouřky a rozšířil se až za Dlouhý most, kde shořely dva statky. |
| 6. července 1730    |                                                     | povodeň          |                                                                                 | K dopravě obyvatel se musely používat loďky. Rozvodněná Malše po vydatných deštích zaplavila město. Škody na domech, stodolách a obilí. |
| 9. června 1735      |                                                     | povodeň          |                                                                                 | Poškozeny domy, pole a zahrady. |
| 18. června 1736     |                                                     | povodeň          |                                                                                 | K dopravě obyvatel se musely používat loďky. Škody na mostech, nábřežích nebo mlýnech.Liják, který začal 8. června na svatého Medarda, pokračoval po 40 dní. Ve většině ulic bylo přes 60 cm vody, poškozeny byly budovy, mlýny, rybníky, jezy i nový městský vodovod. Hráz Krumlovského rybníka se provalila v délce 90 metrů, živel strhl nábřeží Malše před soutokem a také břehy Vltavy na Litvínovické pastvině (nad Vodárenskou věží) a u Dlouhého mostu. Zničeny byly propusti a jezy u mlýnů v oblasti současného Slepého ramene. Nad mlýnem u Českého Vrbného zmizelo asi 350 metrů břehu a nedaleký most. Voda ve městě provalila pevnostní násep pře Pražskou branou, což urychlilo odtok do Vltavy. Situaci pomohlo vyřešit následující měsíc trvající suché a teplé počasí. |
| 28. duben 1740      |                                                     | povodeň          |                                                                                 | Mrazy trvající od října 1739 do dubna 1740 měly za následek prudkou oblevu po teplých deštích a hromadění ledových ker. U Zlatého mostu dosáhly úrovně sochy svatého Jana Nepomuckého. Došlo i k zatopení Velkého pivovaru, ovšem bez škod na hotovém pivu. Celkové škody nebyly vysoké. |
| 20. prosince 1740   |                                                     | vichřice povodeň |                                                                                 | Předvojem extrémního počasí byla duha, po které přišla vichřice a následně povodeň. Přestože byly Budějovice částečně zasaženy (především vichřicí na Sviní louce a v lesích u Srubce), větší pohroma nastala na Šumavě v Českém Krumlově. Odtud odplavené dřevo pochytali obyvatelé Budějovicka, čímž získali zásoby na několik let. |
| 15. června 1743     |                                                     | povodeň          |                                                                                 | Poškodila opevnění města, především nové zemní opevnění a část parkánové hradby poblíž ulice U Černé věže. |
| 1748                |                                                     | kobylky          |                                                                                 | Podle kronikáře Milbauera byla pohroma odvracena veřejnými pobožnostmi, střelbou z děl na všech čtyřech stranách města, střelbou z pušek v polích, tlučením železem o kosy a zapalováním ohňů. Kobylky opadané ze stromů byly shrabovány lopatami, R. Schneider z Dobré Vody jich takto nasbíral 7 korců (asi 650 litrů). |
| 1749                |                                                     | kobylky          |                                                                                 | Podle kroniky Kaliště postihly v roce 1749 město a okolí kobylky, které byly plašeny střelbou z děl a zvoněním. |
| 11. července 1750   |                                                     | povodeň          |                                                                                 | Po celodenním dešti stoupla hladina Malše a zaplavila město do úrovně o 30 centimetrů nižší než povodeň 1736. Škody na obilí, seně, březích, mostech a mlýnech. |
| 3. srpna 1763       |                                                     | bouře            |                                                                                 | V důsledku zásahu bleskem vyhořel zájezdní hostinec U Zelené ratolesti. |
| říjen 1767          |                                                     | povodeň          |                                                                                 | Škody na mostech, nábřežích nebo mlýnech. Dále poškozen jez u Předního mlýna a pevnostní násep patrně mezi Pražskou branou a Dlouhým mostem. Nad Dlouhým mostem sebral proud větší množství plavebního dřeva, které vyvrhl na louku za Remlovými dvory. Odplaven břeh u Suchomelu, poškozen mlýn a jez u Českého Vrbného a odnesen místní mostek. |
| 1770                |                                                     | neúroda          |                                                                                 | [ 8 ] |
| 1771                |                                                     | požár            |                                                                                 | Pravděpodobně po požáru areálu kapucínské valchy došlo k výstavbě nového objektu. |
| 1772                |                                                     | neúroda          |                                                                                 | Následky neúrody předešlého roku vyústily v hlad a šíření nakažlivých chorob, mj. neštovic. Na farním hřbitově 123 pohřbů, na Staroměstském 437. |
| 8. červen 1774      |                                                     | povodeň          |                                                                                 | [ 8 ] |
| 26. února 1775      |                                                     | povodeň          |                                                                                 | Rozvodněná Vltava nesoucí masu ledových ker způsobila škody na polích, loukách, zahradách, domech a mlýnech. Jsou evidovány škody na majetku budějovických měšťanů a obyvatel Kněžských Dvorů, celkem 787 strychů zatopených polí, 23 strychů pastvin, 361 for luk a 85 strychů zahrad. |
| únor 1777           |                                                     | povodeň          |                                                                                 | Ledy na Malši i Vltavě poškodily břehy, jezy a Dlouhý most. Náklady na odstranění škod město vyčíslilo na 409 kmenů, 219 krychlových sáhů (1500 m³) kamene a 726 zlatých za práci. |
| 27. únor 1784       |                                                     | povodeň          |                                                                                 | K dopravě obyvatel se musely používat loďky. Prudká obleva vylila Malši i Vltavu z břehů, zaplavila řadu ulic včetně U Černé věže ke katedrále, Krajinskou k Masným krámům a do značné výšky Českou. Částečně náměstí Přemysla Otakara II. a vojenskou strážnici. Škody na budovách, osetých polích, zásobách pivovaru a dobytku. |
| 1798                |                                                     | požár            |                                                                                 | Ráno v úterý svatodušní shořela ve Čtyřech Dvorech čtyři stavení. |
| 1803                |                                                     | povodeň          |                                                                                 | [ 8 ] |
| 23. únor 1810       |                                                     | sníh             |                                                                                 | Městská rada si vyžádala 100 vesničanů k odklízení sněhu z města. |
| 1828                |                                                     | povodeň          |                                                                                 | [ 8 ] |
| 1834                |                                                     | požár            |                                                                                 | Požár zachvátil 12 domů v České ulici. |
| 26. duben 1838      |                                                     | povodeň          |                                                                                 | Proud Vltavy unesl dvě lodi naložené solí a zbožím a roztříštil je o Dlouhý most. |
| květen 1838         |                                                     | povodeň          |                                                                                 | Hladina vystoupala výš než při dubnové povodni a způsobila škody na polích. |
| 2. května 1844      |                                                     | požár            |                                                                                 | Požár čtyř usedlostí v Suchém Vrbném (zhruba polovina tehdejší vesnice). Situaci zkomplikovalo několik okolností: V Budějovicích se právě konaly trhy, takže část obyvatel nebyla doma, přivezená hasičská technika se potýkala s poruchami a ves neměla požární řád. |
| 27. srpen 1845      |                                                     | povodeň          |                                                                                 | Přívalový déšť zvýšil hladinu potoka u stříbrného dolu Svatého Jana Nepomuckého u Srubce (do roku 1849 spadajícího pod České Budějovice) o tři metry a důl, kde pracovalo osm horníků, zatopil. Záchranné práce prováděl budějovický magistrát s horním úřadem. Vodu se podařilo odčerpat až 5. září, sedm horníků bylo nalezeno mrtvých, jeden přežil. |
| 14. července 1848   |                                                     | povodeň          |                                                                                 | K dopravě obyvatel se musely používat loďky. Škody na mostech, nábřežích nebo mlýnech. Původ povodně sahal do oblasti Chvalšin, kde ze 7. na 8. července začala průtrží mračen, jakou nikdo nepamatoval. Voda se valila na Krumlov a odtud na Budějovice, poškodila všechny mosty cestou. V Budějovicích utrhla část Dlouhého mostu, zaplavila část města (v Krajinské bylo dle různých zdrojů naměřeno 30–60 centimetrů vody). |
| 5. září 1855        |                                                     | povodeň          |                                                                                 | Povodeň na Vltavě začala průtrží mračen v oblasti Kosova, kde provalila hráz rybníka, zcela smetla pod ním ležící mlýn. Korytem Vltavy pokračovala do Budějovic, kde smetla Litvínovický most, lávku spojující valchu a Krumlovské aleje, říční plovárnu a odnesla plátno z bělidla. |
| 6. září 1855        |                                                     | povodeň          |                                                                                 | Den po povodni na Vltavě následovala povodeň na Malši, která zatopila Rybní ulici. |
| 2. srpna 1858       |                                                     | povodeň          |                                                                                 | Od konce července vydatně pršelo, stoupala především hladina Malše. Obyvatelé zatěžovali mosty kamením, železem i naloženými vozy, aby zabránili jejich stržení. Mlýnská stoka zatopila Rybní ulici a části Lineckého, Pražského i Vídeňského předměstí. |
| 12. únor 1866       |                                                     | požár            |                                                                                 | Zničen selský statek včetně chlévů a kolen. |
| 14. srpen 1868      |                                                     | požár            |                                                                                 | Požár vznikl na předměstí před Svinenskou branou, ale větrem se rozšířil do vnitřního města, kde zachvátil 35 domů, především v Široké a Biskupské ulici a dále i na na jižní straně náměstí. Poslední větší požár Českých Budějovic. |
| 1874                |                                                     | požár            |                                                                                 | Shořely tři statky ve Čtyřech Dvorech. |
| 18. února 1876      |                                                     | povodeň          |                                                                                 | Obleva způsobila povodeň s posunem téměř metr silných ledových ker. Strhla někdejší most v Rožnově, Železný most a poškodila Zlatý a Dlouhý most. Zatopeny části předměstí, zejména Vídeňského, kde skončily pod vodou ulice Rybní, Nová a Jeronýmova. Situaci zhoršil 1868 vzniklý násep železniční trasy směrem na Plzeň, který působil jako hráz bránící odtoku (propusti železničních mostů a mostků kapacitně naprosto nedostačovaly). Mezi Kněžskodvorskou ulicí a Voříškovým dvorem se násep přelil a následně protrhl, čímž došlo k záplavě ve směru na Hlubokou, která na Suchomelu utopila dobytek. Řečistě Vltavy bylo před Hlubokou ucpáno krami, což způsobilo další rozlití a škody severně od města. Jižně od města byly těžce poničeny Plav, Vidov a Roudné. Povodeň odnesla plavební dřevo ze skladů kolem řek. Vedla k přijetí prvních systematických protipovodňových opatření. |
| 15. květen 1881     |                                                     | povodeň          |                                                                                 | Vltava vystoupala 2,5 metru nad normál, zatopila západní část města a některé vesnice. |
| 29. července 1882   |                                                     | povodeň          |                                                                                 | Po vydatných deštích došlo k rozvodnění Malše, která ničila louky a pole se nesklizeným i ve snopy svázaným obilím. Stržena plovárna v zahradě Německého domu, poškozeny také vsi Roudné, Vidov a Plav. |
| 3.–4. září 1888     | tabulka na meteorologickém sloupu                   | povodeň          | Kategorie „1888 flood in České Budějovice“ na Wikimedia Commons                 | Rozvodnění více jihočeských toků, jedna z nejničivějších povodní v historii Českých Budějovic. |
| 2.–3. září 1890     |                                                     | povodeň          |                                                                                 | Jedna ze tří největších povodní v Českých Budějovicích, Vltava průtok 810 m³/s, Malše průtok 424 m³/s. |
| 4. duben 1891       |                                                     | požár            |                                                                                 | Požár v hostinci U Slovanské lípy se rozšířil na přilehlou starobylou stodolu obloženou silnými kmeny a naplněnou slámou. Žárem nebylo možno vydržet ani na Husově třídě. |
| 1. června 1896      |                                                     | požár            |                                                                                 | Požár zcela zničil severozápadní budovu chemické továrny, kde se vyráběla kyselina sírová a skladoval ledek. Efektivní hašení znemožnilo mimo jiné rozžhavené olovo z roztavených komor na výrobu kyseliny i rozlití samotné kyseliny z popraskaných nádrží v areálu. |
| 9. října 1897       |                                                     | požár            |                                                                                 | Požár v Remlových Dvorech zachvátil dvůr Karla Krehana. Zničeny byl zásoby píce, do základů vyhořely stodoly, kolny odkud se požár rozšířil i na vedlejší stavení. Zachránit se podařilo pouze obytné stavení a stáje. |
| 4. červen 1902      | požár na náměstí                                    | požár            |                                                                                 | Požár na náměstí Přemysla Otakara II., který vznikl v domě právníka Israela Kohna, se rozšířil na další budovy na východní straně náměstí, přičemž zcela zničil budovu hotelu U Tří kohoutů, která musela být stržena. Zasáhl též severní stranu náměstí a domy v ulicích Krajinská, Česká, Piaristická a Hroznová. Škoda dosáhla 34 000 K, většina pohořelých byla kryta pojištěním. Hašení komplikovala mj. munice uložená na půdě Kohnova domu, která během zásahu explodovala. |
| 24.–25. březen 1911 |                                                     | požár            |                                                                                 | Požár v katedrále svatého Mikuláše, zaviněný nedbalostí kostelníka, zničil Wolrathův oltář svatého Auraciána z let 1666–1667 včetně Mannagettova obrazu světce z roku 1666. Zachránit se podařilo pouze sochy z oltáře. |
| leden 1920          |                                                     | povodeň          |                                                                                 | Velká zimní povodeň. |
| 26. srpen 1925      |                                                     | povodeň          |                                                                                 | Celá nově vystavěná Havlíčkova kolonie skončila pod vodou. V oblasti Malého jezu prorazila Mlýnská stoka koryto do Malše. Následnou úpravou vzniklo koupaliště Malé Benátky. Vltava dosáhla 270 centimetrů nad normálem, Malše 280 centimetrů nad normálem. Ve Čtyřech Dvorech (staré čp. 158) bylo až 145 centimetrů vody. Maximální průtok na Vltavě naměřený stanicí LG České Budějovice dosáhl 798 m³/s. |
| 3. červen 1927      |                                                     | krupobití        |                                                                                 | Od 2. června panovaly teploty dosahující 38 °C ve stínu, v důsledku čehož přišly 3. června bouře s krupobitím. Ve Čtyřech Dvorech způsobilo škody za 364 288 Kč, na polích bylo zničeno 80–100 % úrody. |
| 1929                |                                                     | mrazy            |                                                                                 | Od silvestra 1928 do 8. března 1929 nepřekročila teplota v celém Československu nulu. Nejnižší teplota, −42,2 °C, byla naměřena 11. února 1929 ve Stecherově mlýně. Led na Malši dosahoval síly přes 80 centimetrů. Zmrzlo množství zvěře, ptactva a stromů, na Lannově třídě pomrzly jírovcové aleje vysázené na přelomu 19. a 20. století. V Dolní Stropnici byl ve svém bytě na židli u stolu nalezen zmrzlý Tomáš Kubala. Do Čtyř Dvorů přicházela zvěř, zejména zajíci, až do dvorů koroptve, které byly obyvateli krmeny, méně svědomitými i chytány; v obci zmrzlo 2788 ovocných stromů a 555 ovocných keřů. |
| 4. červenec 1929    |                                                     | vichřice, kroupy |                                                                                 | Prudké bouře, které na území Čech, Moravy a Slezska přinesly rozsáhlé škody (napadlo až 75 cm až 5cm krup, smeteny automobily, vagóny, střechy, lesy, usmrceno 20 osob) způsobily na území Budějovic pouze škody na stromech. |
| 1934                |                                                     | sucho            |                                                                                 | V dubnu dosahovaly teploty 28 °C ve stínu, v červnu 32 °C. Vyschly studny a potoky, koncem června nastalo sucho, jaké nikdo nepamatoval. |
| 25. duben 1935      |                                                     | krupobití        |                                                                                 | Kroupy velikosti holubích vajec (~4 cm) způsobily značné škody, především na stromech. 1. května následovala vánice a mráz −3 °C, který způsobil další škody. |
| 19. září 1935       |                                                     | požár            |                                                                                 | Požár chemické továrny způsobil statisícové škody, na jeho zvládnutí spolupracovalo 12 hasičských sborů. |
| 26. říjen 1935      |                                                     | sníh             |                                                                                 | První sníh zimy 1935 / 1936 napadl v takovém množství, že lámal koruny stronů a strhal telefonní i telegrafní vedení. |
| leden 1939          |                                                     | povodeň          |                                                                                 | Koncem ledna došlo v důsledku oblevy k rozlití Vltavy. Voda strhla silnici na Čtyři Dvory a po tři dny zůstaly levý a pravý břeh oddělené. Do Čtyř Dvorů byly potraviny dováženy přes Hlubokou. Škody zaznamenané rolníky a zahradníky dosáhly 59 820 Kč |
| 13.–17. března 1940 |                                                     | povodeň          |                                                                                 | Povodně po jarním tání. |
| 17. července 1941   |                                                     | povodeň          |                                                                                 | Maximální průtok Malše zaznamenaný stanicí LG Roudné dosáhl 590 m³/s. |
| 1947                |                                                     | sucho            |                                                                                 | Zima, jaro i léto téměř bez srážek, nevyrostlo obilí, seno ani sláma, porážen dobytek, takže nebylo ani mléko a máslo. Potraviny dováženy z Ruska. |
| 8.–9. července 1954 |                                                     | povodeň          |                                                                                 | Po vydatných deštích. Poškodila mj. koupaliště Malé Benátky. Maximální průtok na Vltavě naměřený stanicí LG České Budějovice dosáhl 767 m³/s. |
| 8. června 1998      |                                                     | požár            |                                                                                 | Požár panelového domu na sídlišti Vltava následující srážce stíhaček. Oheň poškodil 25–30 bytů, na parkovišti shořelo 15–20 automobilů. |
| 8./13. srpen 2002   | tabulka na restauraci Klika                         | povodeň          | Kategorie „2002 flood in České Budějovice“ na Wikimedia Commons                 | Historicky největší známá povodeň v Českých Budějovicích, Vltava průtok 1310 m³/s, Malše průtok 695 m³/s. |
| 18. ledna 2007      |                                                     | vichřice         |                                                                                 | Orkán Kyrill se přes České Budějovice přehnal v noci z 18. na 19. ledna 2007. 18. ledna kolem 22 hodiny zlikvidoval přetlakovou sportovní halu. Kvůli nefunkčním semaforům řídila dopravu policie. Česká pojišťovna v Českých Budějovicích v roce 2007 evidovala celkem 1956 škodných událostí v důsledku vichřice. |
| 4. srpna 2012       |                                                     | krupobití        |                                                                                 | Krupobití s vichřicí způsobilo škody na zahradách, stromech (poškozeny ovocné stromy, pády stromů), automobilech a domech. Kroupy dosahovaly až 3 centimetrů. |
| 2. června 2013      | u Dlouhého mostu                                    | povodeň          | Kategorie „2013 flood in České Budějovice“ na Wikimedia Commons                 | Poslední recentní povodeň v Českých Budějovicích. |
| 2015                | stříbrné smrky poškozené v roce 2015 mšicí smrkovou | mšice            | Kategorie „Kalamita mšice smrkové 2015 (České Budějovice)“ na Wikimedia Commons | V důsledku extrémně suchého teplého počasí v kombinaci s mírnými zimami došlo k přemnožení mšice smrkové (Elatobium abietinum), která zlikvidovala nebo poškodila významnou část městských výsadeb tzv. stříbrných smrků (stříbrná forma smrku pichlavého). Sucho poznamenalo i listnáče, zejména břízy a lípy. Viz též Sucho v Česku 2015–2020. |
| 27. srpna 2017      |                                                     | krupobití        |                                                                                 | Krupobití v Českých Budějovicích a okolí s kroupami o průměru až 3 centimetrů. |
| 10. únor 2020       |                                                     | vichřice         |                                                                                 | Orkán Sabine ničil střechy, vyvracel stromy, zastavil železniční provozní obvod České Budějovice. Řada domácností, byť především mimo město, byla bez proudu. |
| 8. července 2021    | následky bouře na sídlišti Vltava                   | bouřka           | Kategorie „2021-07-08 storm in České Budějovice“ na Wikimedia Commons           | Bouřky (ČHMÚ vydal varování před extrémním stupněm nebezpečí) na území města vyvrátily nebo polámaly stovky stromů, jejichž pády způsobily škody na majetku (automobily, nemovitosti). Poškozeny byly i střechy některých budov. V okrajových částech města a okolních obcích došlo k výpadkům elektřiny. Meteostanice naměřila vítr o rychlosti 24,8 m/s. Podle odhadu meteorologů dosahoval vítr v nejzasaženějších místech až 30 m/s (108 km/h). Radnice doporučila občanům nevstupovat do parků. V parku Stromovka byl na odklízení polomů nasazen harvestor. |
| 2. prosince 2023    |                                                     | sníh             |                                                                                 | V pátek 1. prosince zaznamenala českobudějovická meteostanice 19,1 milimetrů srážek, v sobotu 2. prosince 21,7 milimetrů srážek. Za sobotu napadlo ve městě 41 centimetrů sněhu, což je prosincový rekord přinejmenším od roku 1969. Sníh zkomplikoval dopravu a dodávky elektrické energie. Hejtman Martin Kuba v sobotu ráno vyhlásil kalamitní stav, který skončil v neděli v podvečer. Jihočeští hasiči od páteční 16. hodiny do sobotního rána zasahovali u 120 událostí, zejména uvízlých aut a popadaných stromů. |